# Holodomor
Holodomor (ukrainsk: Голодомор, "udryddelse med sult" eller "sult-udryddelse", stammer fra 'морити голодом', "sulte til døden") var en hungerkatastrofe skabt af Stalin, begået i Ukraine (Ukrainske SSR). Holodomor var en del af Hungersnøden i Sovjetunionen i 1930-1933 i fire forskellige sovjetrepublikker i de sydvestlige områder af Sovjetunionen. Hungerkatastrofen kaldes også "Den ukrainske terror-hungersnød" og "Hungers-folkemordet i Ukraine". De områder der var hårdest ramt er de nuværende Kharkiv, Donetsk, Luhansk, Voronezh, Belgorod, Rostov-ved-Don og Krasnodar.
Hvor mange der i virkeligheden omkom er usikkert og omdiskuteret, men i den nyere forskning varierer tallet mellem 2,4 og 7,5 mio. mennesker.

## Hungersnød eller folkedrab
Forskerne er ikke enige om, hvilken betydning hhv. de naturlige faktorer, den fejlslagne kollektivisering og politiske beslutninger havde for hungerkatastrofen.
Sikkert er det, at på trods af fejlslagen høst i både 1932 og 1933, beslaglagde de sovjetiske myndigheder en øget mængde korn fra landsbyerne. Sovjetborgere, der modsatte sig myndighedernes krav, nægtede at udlevere korn eller gemte mad, blev sendt i koncentrationslejr, og mange, herunder kvinder og børn, døde af sult.
Siden 2006 har hungersnøden i bl.a. Ukraine og en række andre tidligere sovjetrepublikker, deriblandt den Russiske Føderation, Hviderusland og Georgien, været betragtet som et folkemord. De fleste opfatter dog hungersnøden som en kombineret konsekvens af den fejlslagne industrialisering af landbruget, dårlige høstudbytter samt den sovjetiske ledelses ønske om at knuse kulakkerne, dvs. de selvstændige bønder, som samfundsklasse, fordi de havde modsat sig kollektiviseringen.

## Debatten i Ukraine om holodomor
En af de mest fremtrædende fortalere for at holodomor var et "stalinistisk folkemord" er USA samt Ukraines tidligere præsident nationaldemokraten Viktor Jusjtjenko. Den 28. november 2006 vedtog Verkhovna Rada (ukraines parlament), på Viktor Jusjtjenkos forslag, at betragte sultkatastrofen som et "folkedrab". Viktor Jusjtjenko har udtalt, at det var hensigten at udrydde det ukrainske folk. Ved samme lejlighed erklærede han i en tale til den amerikanske kongres, at Holodomor "tog 20 millioner ukrainske liv". Imidlertid går de nyeste opgørelser af dødsfald fra 2,2 millioner til 2,4 millioner.
Viktor Jusjtjenkos tale er blevet kritiseret af blandt andet historikerne Timothy Snyder og Stephen G. Wheatcroft. Snyder skrev: "Præsident Viktor Jusjtjenko gør sit land en alvorlig bjørnetjeneste ved at hævde ti millioner dødsfald, således at overdrive antallet af ukrainere dræbt med en faktor tre, men det er rigtigt, at hungersnøden i Ukraine i 1932-1933 dræbte omkring tre millioner mennesker". I en e-mail til Postmedia News, skrev Wheatcroft: "Jeg finder det beklageligt, at Stephen Harper og andre førende vestlige politikere fortsætter med at anvende sådanne overdrevne tal for den ukrainske hungersnøds dødelighed", og "Der er absolut intet grundlag for at acceptere et tal på 10 millioner ukrainere døde som følge af hungersnød i 1932-1933".

## Lande der anser Holodomor som folkedrab
En række lande anerkender, at holodomor er et folkedrab, herunder USA, Tyskland, Australien og Brasilien, samt EU som en samling af lande.
I november 2022 besluttede EU’s parlament og dermed alle medlemslande af EU at anderkende Holodomor som et folkemord
| - Andorra - Argentina - Aserbajdsjan - Australien - Belgien - Brasilien - Canada - Chile | - Colombia - Ecuador - Estland - Georgien - Holland - Italien - Letland | - Litauen - Mexico - Moldova - Paraguay - Peru - Polen - Slovakiet | - Spanien - Storbritannien - Tjekkiet - Ukraine - Ungarn - USA - Vatikanstaten |